# Samson and Delilah (Middle of the Road)
"Samson and Delilah" is een nummer van de Schotse band Middle of the Road. Het verscheen op hun album Acceleration uit 1971. In januari 1972 werd het, als dubbele A-kant met "The Talk of All the U.S.A.", uitgebracht als de derde en laatste single van het album.

## Achtergrond
"Samson and Delilah" is geschreven door Lally Stott, Giosy Capuano en Mario Capuano en geproduceerd door Giacomo Tosti. De tekst voert terug op het Bijbelverhaal Simson (Samson) en Delila (Delilah) ("but man, that hair had just to go"). De tekst verwijst ook naar de broedermoord Kaïn en Abel. Stott schreef eerder al "Chirpy Chirpy Cheep Cheep", waar de groep een nummer 1-hit mee had. In januari 1972 werd het lied in Frankrijk uitgebracht als single met "Sacramento (A Wonderful Town)", de vorige single van de band, als B-kant. In maart 1972 verscheen het in Nederland en Duitsland als single met dubbele A-kant, samen met "The Talk of All the U.S.A.". Op 30 juni 1972 verscheen het in het Verenigd Koninkrijk als single met "Try a Little Understanding" als B-kant.
"Samson and Delilah" werd een wereldwijde hit. Hoewel het in het Verenigd Koninkrijk niet verder kwam dan plaats 26 in de UK Singles Chart, werd het in onder meer Argentinië, Denemarken, Duitsland, Frankrijk, Maleisië, Mexico, Rhodesië, Wallonië, Zuid-Afrika en Zwitserland een top 10-hit. In Nederland bereikte het de nummer 1-positie in zowel de Top 40 als de Daverende Dertig, terwijl ook in Vlaanderen de nummer 1-positie in een voorloper van de Ultratop 50 werd gehaald.
Twee covers van "Samson and Delilah" kwamen in Europa in de hitlijsten terecht. In februari 1972 bracht de Franse zangeres Sheila een Franstalige versie onder de titel "Samson et Delilah" uit, die in Frankrijk de top 10 behaalde en in Wallonië tot plaats 12 kwam. In Nederland behaalde het Filipijnse duo Big Secret de dertiende plaats in de Top 40 en de zeventiende plaats in de Daverende Dertig met hun versie, uitgebracht in maart 1972.

## Hitnoteringen

### Middle of the Road

#### Nederlandse Top 40
| Hitnotering: 25-03-1972 t/m 03-06-1972 | Hitnotering: 25-03-1972 t/m 03-06-1972 | Hitnotering: 25-03-1972 t/m 03-06-1972 | Hitnotering: 25-03-1972 t/m 03-06-1972 | Hitnotering: 25-03-1972 t/m 03-06-1972 | Hitnotering: 25-03-1972 t/m 03-06-1972 | Hitnotering: 25-03-1972 t/m 03-06-1972 | Hitnotering: 25-03-1972 t/m 03-06-1972 | Hitnotering: 25-03-1972 t/m 03-06-1972 | Hitnotering: 25-03-1972 t/m 03-06-1972 | Hitnotering: 25-03-1972 t/m 03-06-1972 | Hitnotering: 25-03-1972 t/m 03-06-1972 | Hitnotering: 25-03-1972 t/m 03-06-1972 |
| Week                                   | 1                                      | 2                                      | 3                                      | 4                                      | 5                                      | 6                                      | 7                                      | 8                                      | 9                                      | 10                                     | 11                                     |                                        |
| -------------------------------------- | -------------------------------------- | -------------------------------------- | -------------------------------------- | -------------------------------------- | -------------------------------------- | -------------------------------------- | -------------------------------------- | -------------------------------------- | -------------------------------------- | -------------------------------------- | -------------------------------------- | -------------------------------------- |
| Nummer                                 | 9                                      | 2                                      | 1                                      | 1                                      | 2                                      | 3                                      | 5                                      | 7                                      | 16                                     | 23                                     | 40                                     | uit                                    |

#### Daverende Dertig
| Hitnotering: 25-03-1972 t/m 27-05-1972 | Hitnotering: 25-03-1972 t/m 27-05-1972 | Hitnotering: 25-03-1972 t/m 27-05-1972 | Hitnotering: 25-03-1972 t/m 27-05-1972 | Hitnotering: 25-03-1972 t/m 27-05-1972 | Hitnotering: 25-03-1972 t/m 27-05-1972 | Hitnotering: 25-03-1972 t/m 27-05-1972 | Hitnotering: 25-03-1972 t/m 27-05-1972 | Hitnotering: 25-03-1972 t/m 27-05-1972 | Hitnotering: 25-03-1972 t/m 27-05-1972 | Hitnotering: 25-03-1972 t/m 27-05-1972 | Hitnotering: 25-03-1972 t/m 27-05-1972 |
| Week                                   | 1                                      | 2                                      | 3                                      | 4                                      | 5                                      | 6                                      | 7                                      | 8                                      | 9                                      | 10                                     |                                        |
| -------------------------------------- | -------------------------------------- | -------------------------------------- | -------------------------------------- | -------------------------------------- | -------------------------------------- | -------------------------------------- | -------------------------------------- | -------------------------------------- | -------------------------------------- | -------------------------------------- | -------------------------------------- |
| Nummer                                 | 12                                     | 3                                      | 1                                      | 1                                      | 2                                      | 2                                      | 5                                      | 9                                      | 15                                     | 23                                     | uit                                    |

### Big Secret

#### Nederlandse Top 40
| Hitnotering: 18-03-1972 t/m 22-04-1972 | Hitnotering: 18-03-1972 t/m 22-04-1972 | Hitnotering: 18-03-1972 t/m 22-04-1972 | Hitnotering: 18-03-1972 t/m 22-04-1972 | Hitnotering: 18-03-1972 t/m 22-04-1972 | Hitnotering: 18-03-1972 t/m 22-04-1972 | Hitnotering: 18-03-1972 t/m 22-04-1972 | Hitnotering: 18-03-1972 t/m 22-04-1972 |
| Week                                   | 1                                      | 2                                      | 3                                      | 4                                      | 5                                      | 6                                      |                                        |
| -------------------------------------- | -------------------------------------- | -------------------------------------- | -------------------------------------- | -------------------------------------- | -------------------------------------- | -------------------------------------- | -------------------------------------- |
| Nummer                                 | 23                                     | 13                                     | 13                                     | 18                                     | 24                                     | 38                                     | uit                                    |

#### Daverende Dertig
| Hitnotering: 11-03-1972 t/m 08-04-1972 | Hitnotering: 11-03-1972 t/m 08-04-1972 | Hitnotering: 11-03-1972 t/m 08-04-1972 | Hitnotering: 11-03-1972 t/m 08-04-1972 | Hitnotering: 11-03-1972 t/m 08-04-1972 | Hitnotering: 11-03-1972 t/m 08-04-1972 | Hitnotering: 11-03-1972 t/m 08-04-1972 |
| Week                                   | 1                                      | 2                                      | 3                                      | 4                                      | 5                                      |                                        |
| -------------------------------------- | -------------------------------------- | -------------------------------------- | -------------------------------------- | -------------------------------------- | -------------------------------------- | -------------------------------------- |
| Nummer                                 | 25                                     | 21                                     | 21                                     | 17                                     | 24                                     | uit                                    |